# Maratus vespa
Espèce
Maratus vespa est une espèce d'araignées aranéomorphes de la famille des Salticidae.

## Distribution
Cette espèce est endémique du South West en Australie-Occidentale,. Elle se rencontre dans le parc national D'Entrecasteaux.

## Description
Les mâles mesurent de 3,57 à 4,05 mm et les femelles de 4,67 à 5,31 mm.

## Publication originale
- Otto & Hill, 2016 : Seven new peacock spiders from Western Australia and South Australia (Araneae: Salticidae: Euophryini: Maratus). Peckhamia, vol. 141.1, p. 1-101 (texte intégral).